# 萬大路 (臺北市)
萬大路是臺灣臺北市的道路之一，與康定路貫穿萬華區南北；北至艋舺大道接康定路，南至環河南路接華中橋。臺北捷運萬大線將從西藏路至華中橋頭地下通過，設有一座車站加蚋站，並設置道路二側人行道下方設置共同管道（纜線管路）及自行車道。
萬大之名稱來自於「萬華區」及「大龍峒」兩地，也與「萬大計劃」有所關聯，儘管目前萬大路並未通至大龍峒。

### 歷史
- 萬大路北段曾屬興寧街的一部份，萬大路南段曾屬東園街的一部份。
- 1972年，中間段開闢，興寧街的一部份東園街的一部份併入本路。
- 1976年10月25日，華中橋通車。
- 1990年，克難街的一部分併入本路為萬大路423巷。
- 1991年，水源快速道路通車。
- 1998年底，環南公車保養廠撤廢遷入本路南端改稱為公車處東園站。
- 2001年，北市環河南北快速道路通車。

- 2018年11月11日，水源快速道路華中橋引道通車。
- 2027年12月，台北捷運萬大中和樹林線第一期竣工，預計2028年6月通車。

## 沿線設施
（排列順序為由北至南）
- 莒光公共住宅（28號~32號）
- 萬華社福中心新址（32號）
- 慈濟基金會中正萬華聯絡處（42號）
- 雙和市場（雙和街）
- 萬大國小（346號）[2]
- 玫瑰聖母天主堂（405號）
- 天主教光仁國民小學 （页面存档备份，存于）（423巷15號）
- 臺北捷運萬大線：加蚋站[興建中，預計2027年12月竣工]（389號）
- 臺北萬大路郵局（524號）[3]
- 臺北市第一果菜批發市場/台北農產產業股份有限公司（533號）